# 土佐光貞

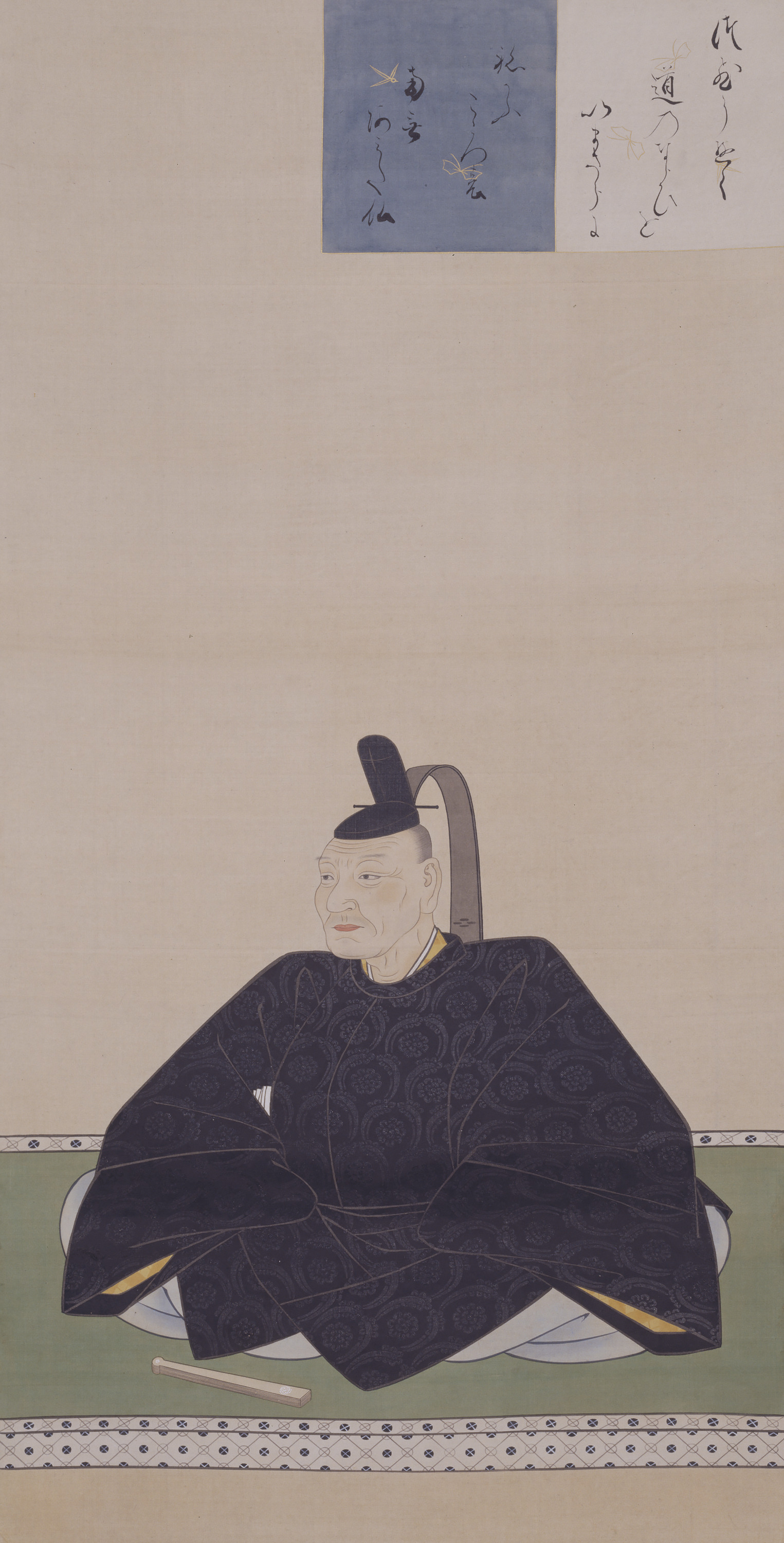
土佐光貞像（土佐光孚筆、京都国立博物館蔵）

土佐 光貞（とさ みつさだ、元文3年7月9日〈1738年8月23日〉 - 文化3年2月4日〈1806年3月23日〉）は、日本の江戸時代中期から後期に活躍した土佐派の絵師。土佐光芳の次男で、兄は土佐光淳。幼名は茂松（丸）。字は士享。初め内匠と名乗り、別号は廷蘭。従四位下。左近衛将監、土佐守。

## 略伝
元文3年（1738年）土佐光芳の次男として生まれる。宝暦4年（1754年）分家して、従六位上、内匠大屬となり、本家の光淳と並んで禁裏絵所預となる。同11年（1761年）正六位下、同13年（1763年）内匠大允、翌明和元年（1764年)左近衛将監、同5年（1768年）従五位下、安永4年（1775年）従五位上・土佐守、天明2年（1782年）正五位下、寛政4年（1792年）従四位下、享和2年（1802年）従四位上に叙せられた。
明和元年、同８年（1771年）、天明7年（1787年)などに大嘗会悠紀主基屏風を描く。寛政度内裏障壁画造営では、兄が亡くなっていたためその子の土佐光時の代わりに中心人物として活躍、自身も清凉殿の障壁画を描いた。文化3年（1806年）死去、享年69。墓所は知恩寺。跡は息子の土佐光孚が継いだ。
兄よりも長生きし画才も優れていたこともあり、以後の土佐家は本家より光貞の分家の方が繁栄することになる。弟子に田中訥言など。

## 作品
| 作品名               | 技法         | 形状・員数 | 寸法（縦x横cm） | 所有者                                      | 年代 | 落款・印章                                     | 備考                                                                   |
| -------------------- | ------------ | ---------- | --------------- | ------------------------------------------- | ---- | ---------------------------------------------- | ---------------------------------------------------------------------- |
| 富士二鷹三茄子図屏風 | 紙本金地著色 | 六曲一双   | 149.2x348.2     | 満願寺                                      |      | 款記「光琳筆意／画所預従五位下土佐守藤原光貞」 | 「光琳筆意」という記述通り、富士や茄子の生えた描写が尾形光琳や琳派風。 |
| 浜松図               |              | 天袋貼付   |                 | 西本願寺晟章殿                              |      |                                                |                                                                        |
| 歓喜心院像           |              |            |                 | 天寧寺                                      |      |                                                | 勝山琢舟との合作                                                       |
| 伊達政宗像           |              |            |                 | 東福寺塔頭霊源院                            |      |                                                |                                                                        |
| 高砂                 |              | 3幅対      |                 | 清輝楼 (宮津市)                             |      |                                                |                                                                        |
| 寿老人・若松双鶴図   |              | 双幅       |                 | 松井文庫                                    |      |                                                |                                                                        |
| 源氏物語須磨図絵巻   | 紙本著色     | 1巻10図    | 38.1x949.9      | ハーバード大学美術館ホ―ファー・コレクション |      | 款記「畫所預従四位下土佐守藤原光貞」           | 住吉廣行筆「源氏物語須磨巻絵巻」（斎宮歴史博物館蔵）と図様が共通する。 |